# Modeord
 Der er for få eller ingen kildehenvisninger i denne artikel, hvilket er et problem. Du kan hjælpe ved at angive troværdige kilder til de påstande, som fremføres i artiklen.

Et modeord (engelsk: vogue word eller buzzword) er et idiom, ofte et låneord eller en nydannelse, der er almindelig brugt særlig i tekniske, administrative og politiske miljøer.
Modeord findes overalt, men deres faktiske mening er ofte uklar. Et modeord kan nogle gange findes i en ordbog, men hvis det kan, er dets mening som modeord næppe identisk med den konventionelle definition. Et modeord er forskelligt fra jargon, enten fordi dets funktion er at imponere, eller fordi det har en uklar mening, mens jargon (ideelt) har en veldefineret teknisk mening, dog ind imellem kun for specialister.
Nyere modeord er ofte importeret direkte eller oversat fra engelsk. Overdreven brug af modeord har ført til spillet "Bullshit-bingo", hvor tilhørerne ved medarbejderudviklingskurser o.lign. afkrydser en slags bingoplade, efterhånden som mødelederen anvender modeordene. Når pladen er fuld råbes der "Bullshit Bingo!".